# Plagioscelis striaticeps
Plagioscelis striaticeps är en skalbaggsart som först beskrevs av Bruch 1929.  Plagioscelis striaticeps ingår i släktet Plagioscelis och familjen stumpbaggar. Inga underarter finns listade i Catalogue of Life.